# Emanuel Lasker

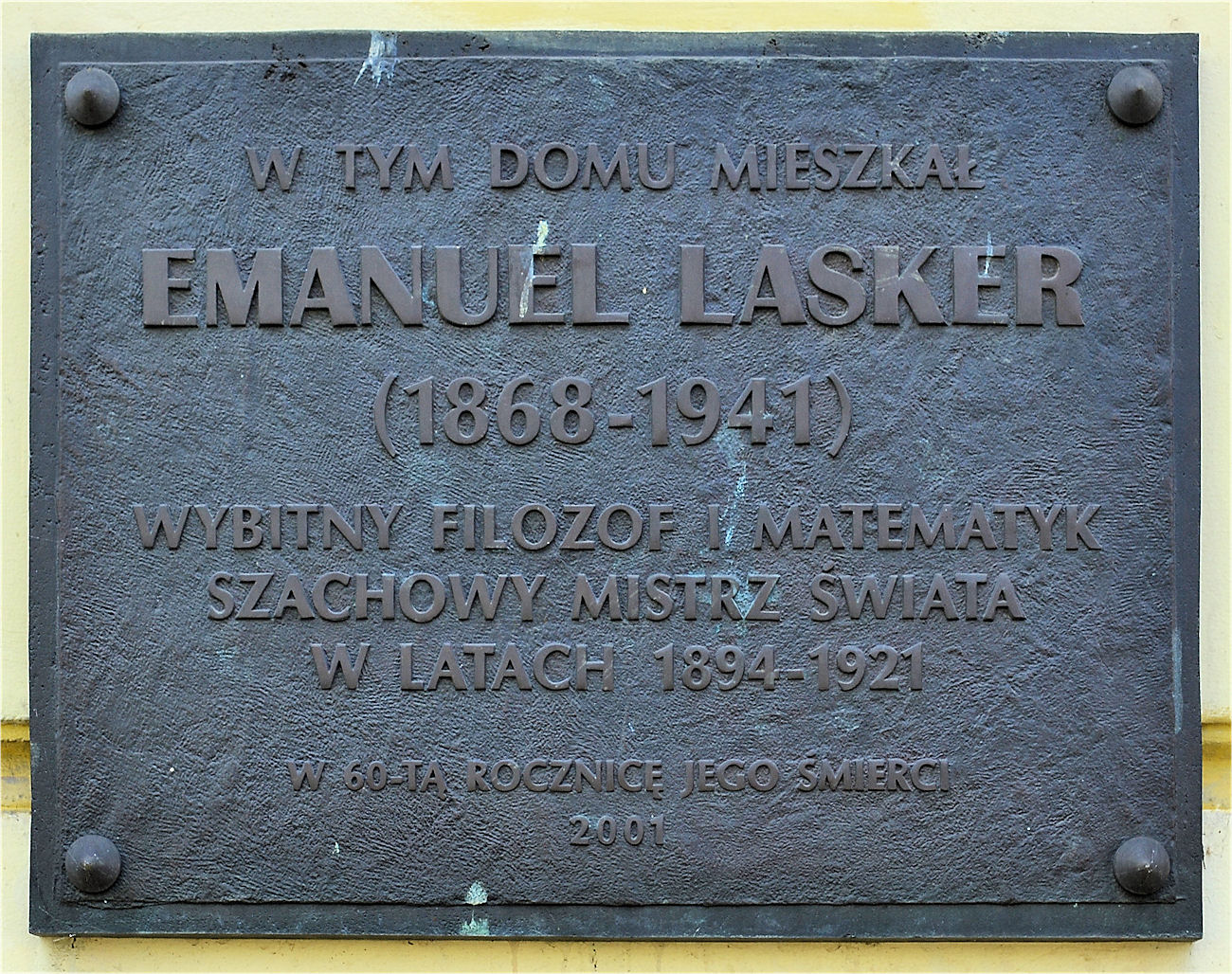
Tablica w Barlinku, przy ul. Chmielnej 7, upamiętniająca Emanuela Laskera

Emanuel Lasker (ur. 24 grudnia 1868 w Barlinku, zm. 11 stycznia 1941 w Nowym Jorku) – niemiecki szachista pochodzenia żydowskiego, drugi mistrz świata w szachach. Tytuł zdobył w 1894 roku pokonując Wilhelma Steinitza w meczu, w którym wygrał 10 partii, 4 zremisował i 5 przegrał. Tytuł mistrza świata zachował przez następne 27 lat, najdłużej w historii. Był również matematykiem, filozofem i brydżystą, przyjaźnił się z Albertem Einsteinem. Jest autorem gry planszowej laska, opartej na warcabach. 

## Życiorys
Do największych osiągnięć Laskera w grze praktycznej należy zaliczyć zwycięstwa w wielkich turniejach w Londynie (1899), Petersburgu (1896 i 1914), Nowym Jorku (1924). W 1921 roku stracił tytuł mistrza świata w meczu przeciwko Capablance. Rok wcześniej Lasker uznał swego przeciwnika za najlepszego szachistę świata, jednak Capablanca chciał pokonać Laskera w oficjalnym meczu.
W 1933 roku Lasker wraz z żoną Martą Koh, oboje będąc pochodzenia żydowskiego, musieli opuścić Niemcy. Przeprowadzili się do Anglii, a następnie do ZSRR. Jako szachista występował pod flagą radziecką. Oczarowany radziecką rzeczywistością pisał: „Związek Radziecki uczynił szachy, będące udziałem tylko nielicznych – dostępnymi dla szerokich mas. Znaczenie kulturowe tysiącletniej gry zostało wzbogacone twórczymi myślami. Nigdy i nigdzie wcześniej nie uczyniono podobnego doświadczenia. Droga, którą zaproponował Związek Radziecki – to droga przyszłości”.   Pod koniec 1937 roku osiedlił się w Nowym Jorku.
Lasker był znany ze swoich psychologicznych metod gry. Czasami wybierał posunięcia teoretycznie słabsze, które jednak miały zrobić wrażenie na przeciwniku. W sławnej partii przeciwko Capablance (Petersburg 1914) Laskerowi bardzo zależało na wygranej, jednak w celu uśpienia czujności przeciwnika wybrał wariant debiutowy uznawany za remisowy. W rezultacie Capablanca zagrał nieostrożnie i partię przegrał. „Lasker analizował postępowanie i charaktery swych przeciwników – wyciągał odpowiednie wnioski, a następnie podczas gry wszystko to starał się wykorzystać”.  
Do kanonu szachów przeszła również inna słynna partia Lasker – Bauer (Amsterdam 1889), w której Lasker poświęcił dwa gońce i doprowadził partię do zwycięstwa. Jego nazwiskiem nazwano kilka wariantów szachowych debiutów, np. wariant Laskera w gambicie hetmańskim (1.d4 d5 2.c4 e6 3.Sc3 Sf6 4.Gg5 Ge7 5.e3 O-O 6.Sf3 h6 7.Gh4 Se4).
Wg Chessmetrics najwyższy ranking 2878 osiągnął Lasker w roku 1894.

## Mecze Laskera o mistrzostwo świata
| Rok                                                                            | Przeciwnik | Wynik                   |
| ------------------------------------------------------------------------------ | ---------- | ----------------------- |
| 1894                                                                           | Steinitz   | wygrana (+10; −5; =4)   |
| 1896/97                                                                        | Steinitz   | wygrana (+10; −2; =5)   |
| 1907                                                                           | Marshall   | wygrana (+8; −0; =7)    |
| 1908                                                                           | Tarrasch   | wygrana (+8; −3; =5)    |
| 1910                                                                           | Schlechter | remis (+1; −1; =8)      |
| 1910                                                                           | Janowski   | wygrana (+8; −0; =3)    |
| 1921                                                                           | Capablanca | przegrana (+0; −4; =10) |
| W nawiasach: liczba wygranych (+), przegranych (−) i zremisowanych (=) partii. |            |                         |

## Upamiętnienie
Na cześć Emanuela Laskera w Barlinku organizowane są Międzynarodowe Festiwale Szachowe Pamięci Emanuela Laskera. Działa tam również miejscowy klub szachowy „Lasker” Barlinek. Jego imieniem nazwany jest także jeden z parków w tym mieście.
Jedna z ulic w Tel Awiwie nosi nazwę Emmanuel Lasker street.